# Bertil Lintner

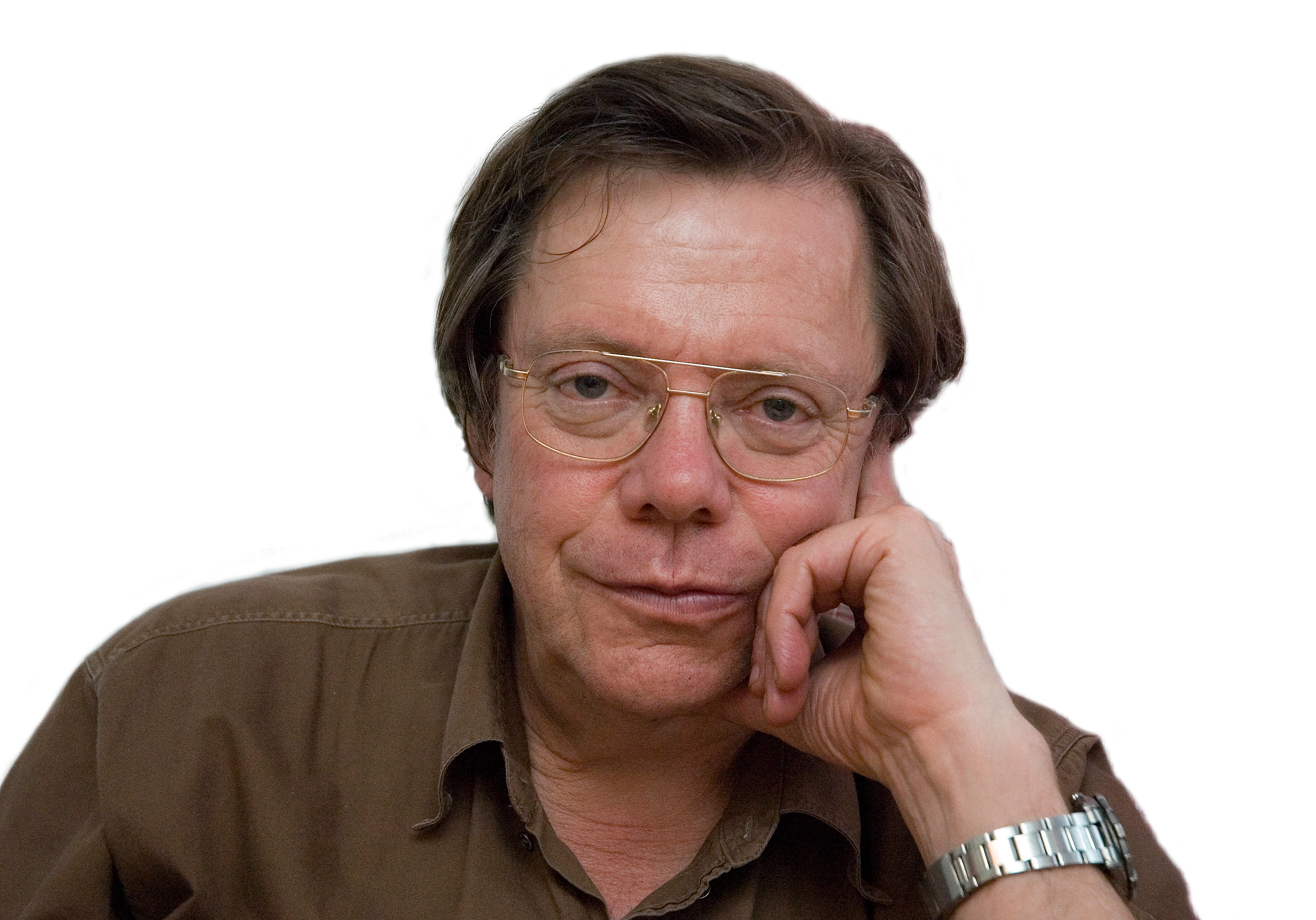
Bertil Lintner.

Bertil Arvid Lintner, född 5 januari 1953 i Stora Malm i Södermanland, är en svensk journalist, tidigare bosatt i Thailand.
Lintner har skrivit över tjugo böcker om asiatisk politik, regionala och interna konflikter, och kriminalitet, bland annat Burma in Revolt: Opium and Insurgency Since 1948, Blood Brothers: Crime, Business and Politics in Asia och Great Leader, Dear Leader: Demystifying North Korea Under The Kim Clan, China's India War: Collision Course on the Roof of the World och The Costliest Pearl: China's Struggle for India's Ocean. På svenska märks Burmas Historia, Thailand Historia och Det nya kalla kriget: Kampen om Indiska Oceanen och Biografi: Dalai lama.
Han har också skrivit ett översiktsverk om Opiumkrigen, för Historiska medias serie Världens dramatiska historia.
Lintner arbetade för den Hongkong-baserade tidskriften Far Eastern Economic Review från 1982 till den lades ner 2004. Han har också varit asienkorrespondent för Svenska Dagbladet, danska Politiken och Asia Times, en webbtidning baserad i Hongkong.
Lintner var under många år svartlistad i Burma, men har besökt landet regelbundet sedan 2012 och även undervisat där i grävande journalistik.